# Giacomo Maria Brignole
Il Serenissimo Giacomo Maria Brignole (Genova, 10 dicembre 1724 – Firenze, 21 dicembre 1801) fu il 176º e il 184º doge della Repubblica di Genova, rispettivamente dal 1779 al 1781 e dal 1795 al 1797. 
Fu l'ultimo doge prima della soppressione dello stato genovese e l'unico eletto due volte, caso unico nella storia di quella Repubblica per i dogi ad elezione biennale.

## Biografia

Stemma nobiliare della famiglia Brignole

### Primi anni
Figlio di Francesco Maria Brignole e di Lavinia Spinola, nacque a Genova il 10 dicembre 1724. Se pressoché ignote sono le informazioni sull'età adolescenziale, e quindi degli studi scolastici, è invece noto che sin da giovane si occupò di commercio tanto che i primi incarichi per lo stato genovese furono improntati alla gestione dei traffici e delle finanze. 

Ascritto nel Libro d'oro della nobiltà genovese dal 1746, Giacomo Maria Brignole fu nominato nell'ufficio di provvisore del Vino, successivamente alla deputazione del Commercio e poi quello di addetto alle finanze in qualità di coadiutore camerale.
L'attività di protettore del Banco di San Giorgio gli procurò, nel corso del 1763, un acceso scontro con il nobile Stefano Lomellini che lo accusò di parzialità, ma ciò non gli provocò un intralcio nella vita pubblica genovese e, anzi, fu il promotore di nuove e accolte iniziative quale l'edificazione di un lazzaretto presso il golfo spezzino del Varignano e si fece assertore della legge di porto franco per la capitale genovese.
Promosse ancora la riattivazione degli scambi politici e commerciali con la Spagna, grazie al supporto della famiglia Grimaldi, e fortemente convinse il Senato alla limitazione di quelle spese interne per il terzo ceto.
Un carattere considerato conservatore e assai religioso quello di Giacomo Maria Brignole portarono il nobile ad esprimersi negativamente sulla vigente gestione politica, economica e della giustizia dei vari governi e governanti dello stato e a più riprese suggerì quelle norme e quei mezzi atti ad una completa rinascita di una Repubblica di Genova non propriamente al passo del tempo.
Contrastante e diversa dal fratello Gian Carlo fu invece la sua presa di posizione nella questione corsa: seguendo la linea politica del padre Francesco Maria, e soprattutto del ricchissimo suocero Marcello Durazzo, si schierò apertamente in una seduta governativa del 13 febbraio 1768 per la definitiva cessione della colonia genovese di Corsica alla Francia, nazione in cui il Brignole e altri membri della sua famiglia aveva forti capitali impegnati in prestiti presso principi e municipalità francesi e presso la stessa corona: sfavorevoli reazioni e/o indugi da parte di Genova avrebbero di certo condizionato i vari rapporti economici.
Senatore della Repubblica nel 1767, procuratore della Repubblica nel 1770, sindacatore supremo nel 1773 e componente del magistrato di Guerra dal 1775 al 1776, il nome di Giacomo Maria Brignole compare, dopo un'assenza da Genova, in un'accesa seduta del Minor Consiglio del dicembre 1778 dove ancora una volta screditò la gestione economica e giudiziaria dello stato genovese. In una successiva seduta del gennaio 1779 dichiarò apertamente agli altri membri del Minor Consiglio di aver pronto un suo personale piano di riforme generali per la repubblica e ciò facilitò di certo la sua elezione alla massima carica dogale. Con 198 voti a favore su 321, Giacomo Maria Brignole fu eletto il 4 marzo 1779 nuovo doge di Genova: il centotrentunesimo in successione biennale e il centosettantaseiesimo nella storia repubblicana.

### Il primo mandato dogale
La cerimonia d'incoronazione fu celebrata il 13 settembre 1779 all'interno della chiesa di Sant'Ambrogio in quanto non accessibile si trovava il salone del Gran Consiglio di palazzo Ducale per l'incendio del 1777 e la successiva opera di ricostruzione. Il primo mandato del doge Brignole fu contraddistinto da una violenta epidemia di vaiolo che rapidamente si diffuse su tutto il territorio repubblicano e dalle numerose incursioni dei pirati barbareschi lungo le coste e i litorali della Liguria. Una fortunata spedizione contro gli incursori, disposta da Gerolamo Durazzo, cognato di Giacomo Maria Brignole, permise al capitano Giovanni De Marchi il sequestro di diversi sciabecchi del rais d'Algeri Mustafà e la cattura di più di cinquanta prigionieri presso le acque antistanti Bordighera.
Cessato il dogato il 4 marzo 1781, l'ex doge entrò nella giunta dei Confini e poi in quella di Giurisdizione; dal 1788 al 1796 fu preside degli inquisitori di Stato e in questa veste riuscì a far approvare, sul finire del 1790, un nuovo più severo regolamento di censura sulle stampe molto contrastato sia dai quei nobili illuminati e filofrancesi, così come da quelli considerati più tradizionalisti.

### La rielezione a doge e l'abdicazione
In un clima oramai surreale e prossimo alla decadenza Giacomo Maria Brignole fu eletto il 17 novembre 1796 ancora una volta doge genovese, fatto unico nella secolare storia della Repubblica di Genova. Per il momento difficile rifiutò ogni tipo di festeggiamento e la conseguente cerimonia d'incoronazione.
Con un Napoleone Bonaparte sempre più alle porte occidentali della Repubblica di Genova, la politica del doge Brignole fu improntata tutta sulla neutralità dello stato genovese che non voleva e non doveva unirsi alla coalizione austro-sarda contro la Francia. La situazione cominciò a precipitare per il governo dogale con le sempre più vittoriose battaglie napoleoniche e che inevitabilmente scatenò i primi "seguaci" tra i rappresentanti nobiliari e tra il popolo genovese. Lo stesso rappresentante di Francia dimorante a Genova, Guillaume-Charles Faipoult, ebbe diretti ordini da Napoleone di seguire gli avvenimenti nella capitale della repubblica. Seguirono nel maggio del 1797 degli arresti di alcuni rivoltosi giacobini che produssero disordini in città e di fatto oramai divisero gli animi dei Genovesi a favore o contro il sempre più crescente potere napoleonico. Agli scontri con i giacobini genovesi partecipò pure il figlio del doge, Gian Carlo Brignole.
Oramai pressato dalle truppe d'oltralpe, e informato della disgrazia dell'omologo veneziano, concordò con i senatori l'invio di un'ambasceria presso il generale Bonaparte, la quale patteggiò l'insediamento di un governo provvisorio con a capo lo stesso doge Giacomo Maria Brignole il 14 giugno 1797, con la finalità di redigere una Costituzione democratica. L'insostenibilità, anche psicologica, di passare da un ruolo con connotati principeschi come quello dogale, ossia ducale, ad una moderna figura presidenziale, non tardò tuttavia a rendersi evidente.

### Doge e poi presidente "provvisorio"
In una Repubblica di Genova pressoché annullata dagli avvenimenti napoleonici, la figura dell'ex doge Brignole fu scelta quale rappresentante di un governo provvisorio della neo costituita Repubblica Ligure, il cui potere era concentrato nel ruolo del doge e di dodici senatori, oltre a vari rappresentanti nobiliari filo-francesi e filo-bonapartisti.
Un titolo quello di doge che venne però abolito il 17 giugno dello stesso anno - dopo le osservazioni mosse dall'avvocato Gaetano Marré di Borzonasca alla Municipalità e al doge in persona - e sostituito con il ruolo corretto e rivisto per il Brignole di "presidente del governo provvisorio" della Repubblica Ligure. Mantenne ancora questo ruolo di rappresentante di uno "stato fantoccio e filo napoleonico", con sempre maggiore imbarazzo e assentandosi ogni qualvolta possibile, sino al 17 gennaio 1798 quando un Direttorio ne assunse le veci. Nell'agosto del 1798 alcuni rilevanti personaggi dell'ex Repubblica di Genova, definiti "individui pericolosi", vennero allontanati dai confini dello stato e tra questi vi furono l'ex-doge Giacomo Maria Brignole, Stefano Rivarola (che non era giacobino), i fratelli Girolamo Serra e Giovanni Battista Serra e il marchese giacobino Gaspare Sauli. Del gruppo, i due Serra si trasferirono a Milano, Giacomo Maria Brignole e Gaspare Sauli a Firenze, Stefano Rivarola nelle sue terre chiavaresi. Prese dimora presso il convento di San Paolino di Firenze dove morì il 21 dicembre 1801.

## Vita privata
Sposò Barbara Durazzo da cui ebbe sei figli. Il primogenito Gian Carlo fu ministro delle finanze del Regno di Sardegna dal 1817 al 1825.
Il palazzo Gio Carlo Brignole a Genova fu di sua proprietà fino al 1798.